# L'Épave (film, 1949)
Pour les articles homonymes, voir L'Épave.
Pour plus de détails, voir Fiche technique et Distribution.
L'Épave est un film français réalisé par Willy Rozier et sorti en 1949.

## Synopsis
Une jeune Espagnole, Perrucha, arrive clandestinement sur la Côte d'Azur, fuyant son pays et un beau-père trop entreprenant. Belle et farouche, elle est possédée par la passion de chanter et de danser.
Elle rencontre un riche industriel sexagénaire mais repousse ses avances et se fait engager comme danseuse dans un cabaret minable où elle va rencontrer Mario, un séduisant scaphandrier.
Ils tombent amoureux, Perrucha quitte le cabaret et Mario loue une maison pour y abriter leur amour. Séduit par la possibilité de gagner une belle somme d'argent, Mario accepte de faire une plongée périlleuse sur une épave à 80 mètres de fond, mais l'accident survient et il est transporté à l'hôpital où il va demeurer plusieurs semaines.
Laissée seule et sans nouvelles de lui, Perrucha se sent délaissée. Le plus proche ami de Mario, rendu misogyne par la trahison de sa propre épouse lui ment. Relancée par le riche industriel, elle accepte sa proposition de remonter sur scène.
Lorsque Mario sort enfin de l'hôpital il ne peut que constater son départ et se laisse prendre aux mensonges de son ami, lui cachant le désarroi de Perrucha.
L'accident de Mario lui interdisant bientôt toute plongée, il sombre dans l'alcool. Mais sa route va à nouveau croiser celle de Perrucha lorsqu'une une tournée ramène celle-ci à Toulon.

## Fiche technique
- Titre : L'Épave
- Réalisation : Willy Rozier
- Scénario : Xavier Vallier d'après le roman de Jean Caubet Chanson flamenca
- Adaptation et dialogues : Xavier Vallier
- Assistant réalisateur : Louis Pascal
- Photographie : Fred Langenfeld
- Cadreur : Michel Rocca
- Montage : Maurice Charvein
- Musique : Jean Yatove et Herpein pour la chanson Ma mie, éditions R. Salvet et Breton
- Son : André-Léonce Le Baut
- Société de production : Sport-Films
- Société de distribution : Les Films du Verseau
- Les prises de vues, sous-marines sont de Michel Rocca, avec l'Aquaflex, brevet Constant Mathot, prêté par les établissements Eclair, en Méditerranée
- Système Optiphone
- Tirage : Laboratoire G.T.C Nice
- Format : Noir et blanc — 35 mm — 1,37:1 — Son : Mono
- Genre : Film dramatique
- Durée : 94 minutes
- Date de sortie : 
  - France : 15 novembre 1949
- Visa : 09462
- Affiche : Roger Rojac (France)

## Distribution
- Françoise Arnoul : Perrucha, la chanteuse
- André Le Gall : Mario, le scaphandrier
- Ketty Dallan : L'amie de Perrucha
- Aimé Clariond : Marcadier, le riche industriel
- Raymond Cordy : Ignace, le patron du cabaret de Toulon
- René Blancard : Le patron de Mario
- Charles Blavette : Raymond La Douleur
- Henri Arius : Le directeur
- Lucien Callamand : Le régisseur
- Louis Lions : Théodore, le régisseur de Toulon
- Denise Roux
- Jacqueline Johel
- Edouard Hemme
- Marco Villa
- Louis Billy